# Sara Negri
Sara Negri (Pádua, 21 de janeiro de 1967) é uma matemática italiana, que trabalha com lógica matemática e estuda teoria da prova. Trabalhou na Finlândia diversos anos, onde foi professora de filosofia teórica na Universidade de Helsinque, sendo atualmente professora de lógica matemática na Universidade de Gênova.

## Formação e carreira
Negri nasceu em Pádua e estudou na Universidade de Pádua, onde obteve um mestrado em 1991 e um doutorado em 1996, ambos em matemática. Sua tese, Dalla Topologia Formale all'Analisi, foi orientada por Giovanni Sambin.
Foi para Helsinque como docente em 1998, sendo em 2015 full professor. Foi visitante em diversos lugares, incluindo a Universidade de Munique como bolsista Humboldt em 2004–2005. Tornou-se full professor de lógica matemática na Universidade de Gênova em 2019.

## Reconhecimento
Negri foi eleita para a Academia Europaea em 2018.

## Livros
Negri é co-autora, com Jan von Plato, de dois livros:
- Structural Proof Theory (Cambridge University Press, 2001)[7]
- Proof Analysis: A Contribution to Hilbert's Last Problem (Cambridge University Press, 2011)[8]